# Alfred Ost

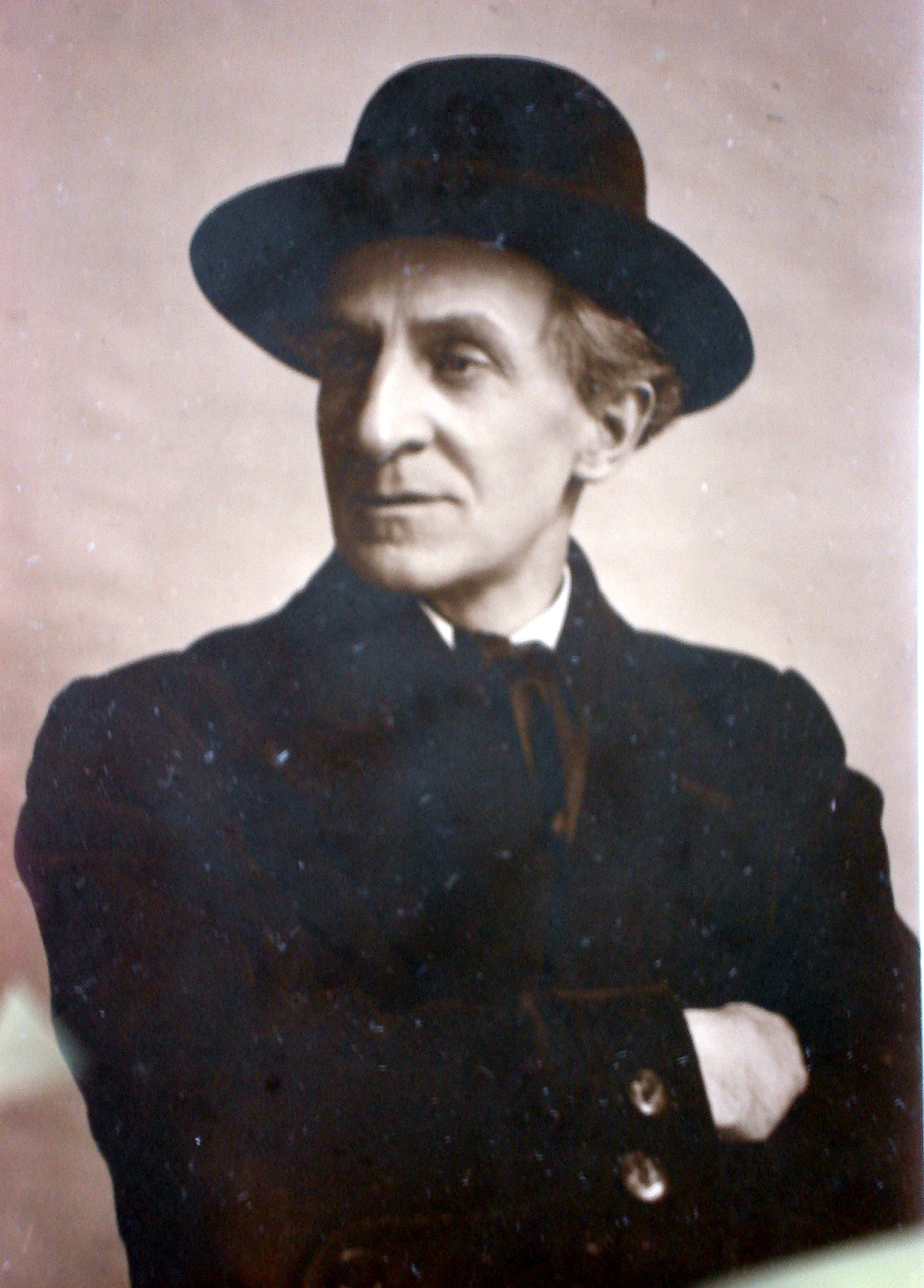
Alfred Ost

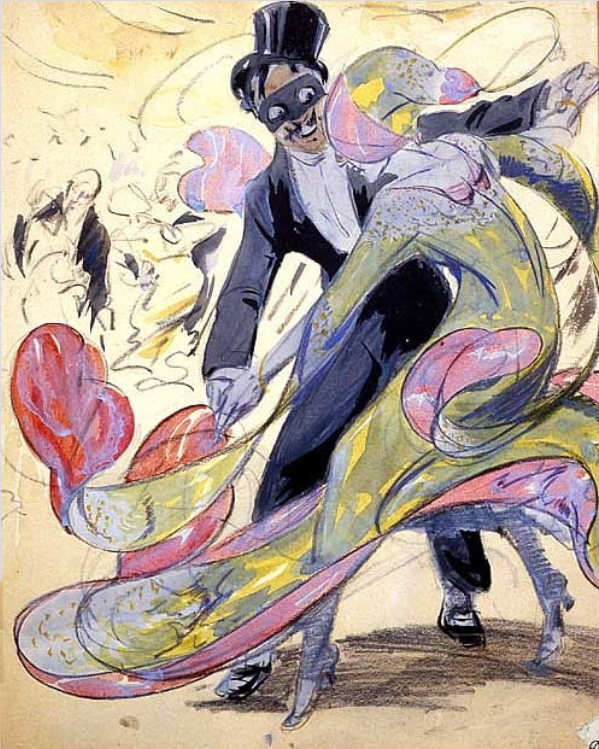
Maskenball 1913

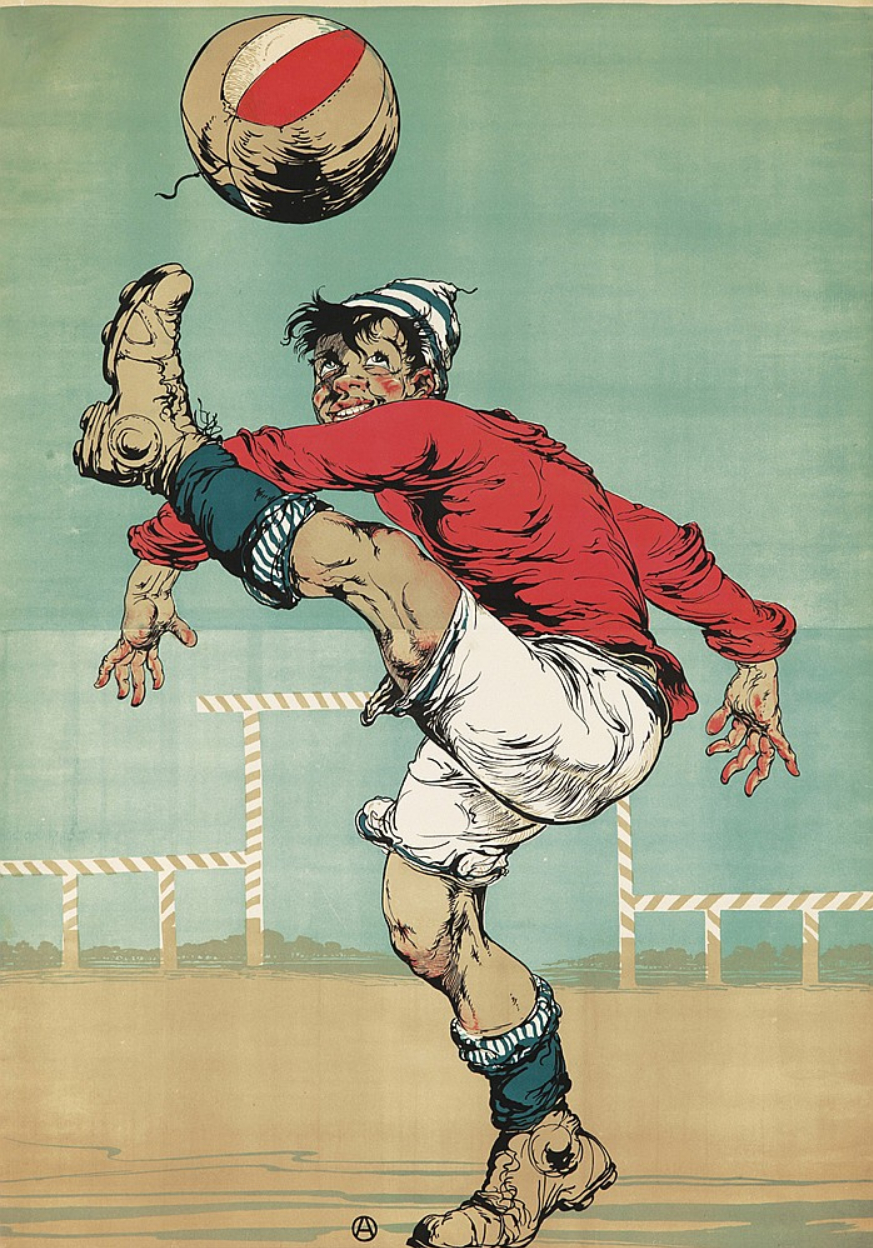
Bronzemedaille Olympia 1920

Alfred Ost (* 14. Februar 1884 in Zwijndrecht; † 9. Oktober 1945 in Antwerpen) war ein belgischer Maler, Zeichner, Illustrator, Lithograf und Plakatkünstler.
Sein Vater, ein Kohlehändler, stammte aus Mechelen, seine Mutter aus Rupelmonde. Er war das vierte in einer Familie mit fünf Kindern, darunter Urbain Ost, der Generalstaatsanwalt werden sollte, und sein jüngerer Bruder Hector, der Priester wurde.
Er besuchte im Alter von 18 Jahren gegen den Rat seines Vaters die Koninklijke Academie voor Schone Kunsten van Antwerpen, wo er den ersten Zeichenpreis gewann. Er studierte besonders die Tiermalerei bei Frans Van Leemputten.
Zwischen 1907 und 1911 wurde er vom Antwerpener Zoo beauftragt, Tiere, Pflanzen, Blumen und dekorative Elemente in einem der Gebäude des Zoos, dem ägyptischen Tempel, zu zeichnen.
1908 wurde er mit der Schaffung mehrerer Werbeplakate betraut, insbesondere für eine Brauerei in Willebroek.
Die Familie zog 1911 erneut nach Brüssel. In der Hauptstadt produzierte Alfred Ost im Auftrag des Théâtre de la Monnaie und mehrerer flämischer Vereinigungen in Brüssel eine Reihe lithografischer Plakate.
1913 hatte er seine erste große Ausstellung in der Galerie Boute in Brüssel, 1914 eine zweite große Ausstellung in Antwerpen im Memlinc-Raum mit 202 Exponaten.
Dies brachte ihm einige Bestellungen für Plakate in Brüssel ein, unter anderem für das Théâtre de la Monnaie und ein Plakat zur Förderung des Tourismus.
Als der Erste Weltkrieg ausbrach, wollte Alfred Ost sich freiwillig melden, wurde aber abgelehnt. Am 7. Oktober (Antwerpen sollte am 10. Oktober in deutsche Hände fallen) ging er in Begleitung seiner Eltern und seiner Schwester ins Exil in die Niederlande und ließ sich in Sluis nieder.
Mit dem Risiko, dass das Geld ausgeht, entschloss sich Alfred Ost, nach Amsterdam zu gehen, wo er, wie er erwartete, seinen Lebensunterhalt als Künstler verdienen konnte. Die Familie zog Anfang 1915 nach Amsterdam und blieb dort bis zum Frühjahr 1919. Kurz nach seiner Ankunft kontaktierte er sich mit dem Kunstdrucker und Inhaber einer Druckerei Jan Kotting.
1919 kehrte er nach Belgien zurück und ließ sich in Borgerhout, einem Vorort am östlichen Stadtrand von Antwerpen, nieder, wo sein Bruder Hector Pfarrer in der Pfarrei Sainte-Famille war. 1919 und mehrmals danach bewarb er sich um die Stelle eines Lehrers an der Antwerpener Akademie der bildenden Künste, wurde jedoch nicht angenommen. Er wurde 1921 zum Lehrer des Zeichnens in der Grundschule ernannt und arbeitete an einer Schule in Antwerpen (1921–1938), dann in Borgerhout (1929–1943).
Das Projekt, das er Ende der 1920er Jahre hatte, um ein eigenes Ost-Museum zu gründen, das seine besten Werke zusammenbringen sollte, scheiterte. Der Mangel an offizieller Anerkennung, seine zahlreichen Unglücksfälle, seine sentimentalen Enttäuschungen und schließlich seine gesundheitlichen Probleme brachten ihn in materielle Schwierigkeiten und machten ihn zu einem einsamen Mann, der immer mehr zurückgezogen wurde in einer marginalen Existenz.
Wenn er zu Beginn seiner Karriere bereit war, seine großen Erfolge zu verkaufen, hatte er, sobald er einen bestimmten Ruf erlangt hatte, Bedenken, seine Produktion zu monetarisieren. So schenkte er 1936 der Stadt Mechelen 461 Stücke und vermachte 1937 50 Stücke der Stadt Roosendaal und 80 der Kleinstadt Hoogstraten. Eine Ausstellung seiner Werke wurde 1938 in Mechelen organisiert.
Schon vor dem Zweiten Weltkrieg wurde sein Eifer allmählich ausgelöscht, und gleichzeitig verschlechterte sich sein Gesundheitszustand. Er hielt noch 1940 eine Ausstellung im Antwerpener Zoo ab.
Während des Krieges tauschte er seine Lebensmittelkarten für Unterkunft und Verpflegung am Jesuitenkolleg in Borgerhout ein. Von Juni 1941 bis Januar 1944 zeichnete er als Dankeschön mit Kohle auf die weißen Wände der Korridore des Colleges, große Kompositionen mit religiösen Themen und populären und ländlichen Motiven: Engel, Heilige, Szenen aus dem Evangelium, Episoden aus dem Leben des Heiligen Franz Xaver, Missionstätigkeit, Reiter auf Pferdezucht, eine beliebte Hommage an die Heilige Jungfrau, Jeanne d’Arc usw. Ost schmückte auch einen Korridor des Collège Saint-Michel in Brasschaat-Vriesdonk im äußersten nördlichen Vorort von Antwerpen.
Als Antwerpen Ende 1944 Ziel von Luftangriffen wurde, blieb er bei den salesianischen Vätern in Grand-Bigard bei Brüssel. Er hatte 1945 eine letzte Ausstellung im Antwerpener Zoo. Er starb einige Monate nach dem Ende des Krieges.